# Färöische Fußballmeisterschaft 2017
Die Färöische Fußballmeisterschaft 2017 war die 75. Saison der höchsten färöischen Fußballliga. Die Liga heißt offiziell Effodeildin nach dem Hauptsponsor, dem Energieunternehmen Effo. Sie startete am 12. März 2017 und endete am 21. Oktober 2017.
TB/FCS/Royn war durch die Fusion von TB Tvøroyri mit FC Suðuroy und Royn Hvalba der 26. Teilnehmer der höchsten Spielklasse nach Einführung des Ligaspielbetriebs 1947, die Aufsteiger EB/Streymur und 07 Vestur kehrten nach einem beziehungsweise drei Jahren in die höchste Spielklasse zurück. Meister wurde Titelverteidiger Víkingur Gøta, die den Titel somit zum zweiten Mal erringen konnten. Absteigen musste hingegen ÍF Fuglafjørður nach zehn Jahren Erstklassigkeit.
Im Vergleich zur Vorsaison verbesserte sich die Torquote auf 3,19 pro Spiel. Den höchsten Sieg erzielte NSÍ Runavík mit einem 7:0 im Auswärtsspiel gegen 07 Vestur am 15. Spieltag. Das torreichste Spiel absolvierten B36 Tórshavn und Víkingur Gøta mit einem 3:5 am elften Spieltag.

## Modus
In der Effodeildin spielte jede Mannschaft an 27 Spieltagen jeweils drei Mal gegeneinander. Die punktbeste Mannschaft zu Saisonende war Meister und nimmt an der Qualifikation zur Champions League teil, während die letztplatzierte Mannschaft in die 1. Deild, die färöische Zweitklassigkeit, absteigen musste. Da in der 1. Deild nur eine A-Mannschaft auf den ersten drei Plätzen lag, gab es nur einen Absteiger.

## Saisonverlauf

### Meisterschaftsentscheidung
TB/FCS/Royn und Víkingur Gøta lieferten sich zu Saisonbeginn einen Kampf um die Tabellenspitze. Von den ersten fünf Spielen gewann TB/FCS/Royn vier, nur das Auswärtsspiel am dritten Spieltag gegen EB/Streymur wurde mit 0:1 verloren. Víkingur gewann nach einem 1:1-Unentschieden im Heimspiel gegen B36 Tórshavn die nächsten drei Spiele, danach folgten vier weitere Unentschieden, wodurch zunächst am sechsten Spieltag aufgrund der 1:3-Heimniederlage von TB/FCS/Royn gegen NSÍ Runavík die Tabellenführung erobert werden konnte. Am achten Spieltag übernahm KÍ Klaksvík mit vier Siegen und vier Unentschieden den ersten Platz. Drei weitere Siege folgten, nach einem 2:2 im Auswärtsspiel gegen NSÍ übernahm Víkingur Gøta wieder die Tabellenspitze. Am 13. Spieltag verloren sowohl Víkingur als auch KÍ ihre jeweiligen Heimspiele, durch drei Siege in Folge konnte Víkingur die Führung auf drei Punkte ausbauen. Am 18. Spieltag endete das direkte Duell 1:1. Bis dahin war NSÍ Runavík mit einer Bilanz von neun Siegen, sechs Unentschieden und zwei Niederlagen bis auf den zweiten Platz vorgerückt, konnte das Unentschieden der beiden Konkurrenten jedoch nicht für sich nutzen, da das Auswärtsspiel gegen HB Tórshavn mit 1:4 verloren wurde. Es folgten vier weitere Siege von Víkingur Gøta, der Vorsprung auf KÍ Klaksvík betrug somit fünf Punkte. Víkingur und KÍ trafen am 23. Spieltag erneut aufeinander und trennten sich 0:0. Während KÍ Klaksvík durch zwei weitere 0:0 die Chance auf die Meisterschaft verspielte, gewann Víkingur Gøta nur drei der letzten vier Saisonspiele. Die Entscheidung um die Meisterschaft fiel erst am letzten Spieltag. Trotz der 1:2-Heimniederlage von Víkingur gegen EB/Streymur und dem 3:1-Heimsieg von KÍ Klaksvík gegen NSÍ Runavík feierte Víkingur den Meistertitel aufgrund der um fünf Tore besseren Tordifferenz.

### Abstiegskampf
07 Vestur verlor die ersten drei Spiele, danach folgten zwei Auswärtssiege gegen ÍF Fuglafjørður und EB/Streymur. Durch zwei weitere Unentschieden gelang der Sprung auf Rang sieben. ÍF hingegen gewann lediglich am zweiten Spieltag das Heimspiel gegen EB/Streymur mit 3:1, danach blieb die Mannschaft bis zum 20. Spieltag, einem 2:1-Heimsieg gegen HB Tórshavn, sieglos. Der Abstieg stand nach der 1:2-Auswärtsniederlage gegen Skála ÍF fest. 07 Vestur verlor bis auf das direkte Duell gegen ÍF zwischen dem achten und 16. Spieltag sämtliche Partien, so dass sich die Mannschaft auf dem vorletzten Platz wiederfand. Aus den letzten elf Partien folgten immerhin noch fünf Siege, durch die 2:3-Heimniederlage am 25. Spieltag gegen NSÍ Runavík stand der vermeintliche Abstieg jedoch fest. Da sich in der 1. Deild jedoch nur eine A-Mannschaft auf den ersten drei Plätzen befand und schlechter platzierte Teams vom Aufstieg ausgeschlossen sind, verblieb 07 Vestur in der ersten Liga.

## Vereine
| Mannschaft      | Stadion               | Spielort     |
| --------------- | --------------------- | ------------ |
| 07 Vestur       | á Dungasandi          | Sørvágur     |
| B36 Tórshavn    | Gundadalur            | Tórshavn     |
| EB/Streymur     | við Margáir           | Streymnes    |
| HB Tórshavn     | Gundadalur            | Tórshavn     |
| ÍF Fuglafjørður | í Fløtugerði          | Fuglafjørður |
| KÍ Klaksvík     | Við Djúpumýrar        | Klaksvík     |
| NSÍ Runavík     | við Løkin             | Runavík      |
| Skála ÍF        | Undir Mýruhjalla (13) | Skála        |
| Skála ÍF        | Tórsvøllur (1)        | Tórshavn     |
| TB/FCS/Royn     | við Stórá             | Trongisvágur |
| Víkingur Gøta   | Sarpugerði            | Norðragøta   |

## Abschlusstabelle
| Pl. | Verein            | Sp. | S  | U  | N  | Tore    | Diff. | Punkte |
| --- | ----------------- | --- | -- | -- | -- | ------- | ----- | ------ |
| 1.  | Víkingur Gøta (M) | 27  | 15 | 7  | 5  | 062:330 | +29   | 52     |
| 2.  | KÍ Klaksvík (P)   | 27  | 14 | 10 | 3  | 050:260 | +24   | 52     |
| 3.  | B36 Tórshavn      | 27  | 13 | 9  | 5  | 062:390 | +23   | 48     |
| 4.  | NSÍ Runavík       | 27  | 13 | 7  | 7  | 057:350 | +22   | 46     |
| 5.  | HB Tórshavn       | 27  | 10 | 9  | 8  | 043:310 | +12   | 39     |
| 6.  | Skála ÍF          | 27  | 8  | 9  | 10 | 031:400 | −9    | 33     |
| 7.  | EB/Streymur (N)   | 27  | 9  | 5  | 13 | 034:490 | −15   | 32     |
| 8.  | TB/FCS/Royn 1     | 27  | 8  | 5  | 14 | 031:450 | −14   | 29     |
| 9.  | 07 Vestur (N)     | 27  | 8  | 4  | 15 | 037:590 | −22   | 28     |
| 10. | ÍF Fuglafjørður   | 27  | 3  | 3  | 21 | 023:730 | −50   | 12     |

Platzierungskriterien: 1. Punkte – 2. Tordifferenz – 3. geschossene Tore

| (M) | Meister 2016                     |
| (P) | Pokalsieger 2016                 |
| (N) | Aufsteiger aus der 1. Deild 2016 |

## Kreuztabelle
|                 | 07 Vestur | 07 Vestur | B36 Tórshavn | B36 Tórshavn | EB/Streymur | EB/Streymur | HB Tórshavn | HB Tórshavn | ÍF Fuglafjørður | ÍF Fuglafjørður | KÍ Klaksvík | KÍ Klaksvík | NSÍ Runavík | NSÍ Runavík | Skála ÍF | Skála ÍF | TB/FCS/Royn | TB/FCS/Royn | Víkingur Gøta | Víkingur Gøta |
| --------------- | --------- | --------- | ------------ | ------------ | ----------- | ----------- | ----------- | ----------- | --------------- | --------------- | ----------- | ----------- | ----------- | ----------- | -------- | -------- | ----------- | ----------- | ------------- | ------------- |
| 07 Vestur       |           |           | 4:3          | —            | 2:2         | —           | 1:4         | —           | 3:2             | —               | 0:2         | 1:1         | 0:7         | 2:3         | 1:1      | 5:0      | 0:1         | 3:1         | 2:4           | —             |
| B36 Tórshavn    | 4:0       | 2:0       |              |              | 1:0         | —           | 2:2         | —           | 4:0             | 4:2             | 1:1         | 1:3         | 2:2         | 2:0         | 2:1      | —        | 3:0         | —           | 3:5           | —             |
| EB/Streymur     | 0:2       | 3:0       | 0:0          | 1:2          |             |             | 1:0         | 2:1         | 2:4             | —               | 2:1         | —           | 0:3         | —           | 1:2      | —        | 1:0         | 2:2         | 1:5           | 0:1           |
| HB Tórshavn     | 2:0       | 3:0       | 2:2          | 1:1          | 2:3         | —           |             |             | 4:2             | —               | 2:1         | —           | 4:1         | —           | 1:2      | —        | 2:1         | 3:1         | 2:2           | 1:2           |
| ÍF Fuglafjørður | 0:1       | 1:5       | 1:5          | —            | 3:1         | 1:2         | 0:0         | 2:1         |                 |                 | 1:4         | —           | 0:3         | 0:2         | 0:1      | —        | 0:4         | —           | 1:1           | 1:5           |
| KÍ Klaksvík     | 1:0       | —         | 1:5          | —            | 1:0         | 6:0         | 1:0         | 0:0         | 3:1             | 4:0             |             |             | 2:2         | 3:1         | 0:0      | —        | 4:1         | —           | 1:1           | —             |
| NSÍ Runavík     | 4:0       | —         | 1:1          | —            | 1:1         | 3:2         | 1:0         | 2:3         | 3:0             | —               | 2:2         | 2:1         |             |             | 1:1      | 3:4      | 4:0         | —           | 0:1           | —             |
| Skála ÍF        | 0:1       | —         | 2:2          | 2:3          | 3:2         | 1:1         | 0:0         | 0:0         | 0:0             | 2:1             | 1:2         | 1:2         | 2:1         | —           |          |          | 2:2         | —           | 1:2           | —             |
| TB/FCS/Royn     | 3:1       | —         | 3:2          | 0:1          | 1:2         | —           | 0:0         | —           | 2:1             | 1:0             | 1:2         | 0:0         | 1:3         | 0:0         | 2:0      | 0:2      |             |             | 0:3           | —             |
| Víkingur Gøta   | 2:2       | 3:1       | 1:1          | 4:2          | 1:2         | —           | 1:3         | —           | 4:0             | —               | 2:2         | 0:0         | 1:2         | —           | 1:0      | 4:0      | 3:0         | 2:3         |               |               |

## Torschützenliste
Bei gleicher Anzahl von Treffern sind die Spieler nach dem Nachnamen alphabetisch geordnet.
| Pl. | Name               | Team          | Tore |
| --- | ------------------ | ------------- | ---- |
| 01. | Adeshina Lawal     | Víkingur Gøta | 17   |
| 02. | Patrik Johannesen  | B36 Tórshavn  | 16   |
| 02. | Klæmint Olsen      | NSÍ Runavík   | 16   |
| 04. | Páll Klettskarð    | KÍ Klaksvík   | 11   |
| 04. | Sølvi Vatnhamar    | Víkingur Gøta | 11   |
| 06. | Albert Adu         | KÍ Klaksvík   | 10   |
| 06. | Búi Egilsson       | TB/FCS/Royn   | 10   |
| 06. | Michal Przybylski  | Skála ÍF      | 10   |
| 06. | Aleksandar Stankov | HB Tórshavn   | 10   |
| 10. | Árni Frederiksberg | NSÍ Runavík   | 9    |
| 10. | Søren Nielsen      | 07 Vestur     | 9    |
| 10. | Sebastian Pingel   | HB Tórshavn   | 9    |

## Trainer
| Mannschaft      | Trainer                            | Spieltage |
| --------------- | ---------------------------------- | --------- |
| 07 Vestur       | Trygvi Mortensen                   | 01–23     |
| 07 Vestur       | Sigtór Petersen                    | 24–27     |
| B36 Tórshavn    | Jákup á Borg                       | 01–27     |
| EB/Streymur     | Heðin Askham                       | 01–27     |
| HB Tórshavn     | Sigfríður Clementsen               | 01–27     |
| ÍF Fuglafjørður | Jákup Mikkelsen                    | 01–17     |
| ÍF Fuglafjørður | Albert Ellefsen                    | 18–19     |
| ÍF Fuglafjørður | Oddbjørn Joensen & Albert Ellefsen | 20–27     |
| KÍ Klaksvík     | Mikkjal Thomassen                  | 01–27     |
| NSÍ Runavík     | Anders Gerber                      | 01–27     |
| Skála ÍF        | Pauli Poulsen                      | 01–27     |
| TB/FCS/Royn     | Maurice Ross                       | 01–27     |
| Víkingur Gøta   | Sámal Erik Hentze                  | 01–27     |

Während der Saison gab es drei Trainerwechsel, dies hatte jedoch keine Auswirkungen auf die Tabellenposition.

## Schiedsrichter
Folgende Schiedsrichter, darunter auch zwei aus Island und jeweils einer aus Finnland, Norwegen und Schweden, leiteten die 135 Erstligaspiele:
| Name                         | Stammverein   | Spiele |
| ---------------------------- | ------------- | ------ |
| Alex Troleis                 | B68 Toftir    | 19     |
| Dagfinn Forná                | NSÍ Runavík   | 18     |
| Kári Jóannesarson á Høvdanum | Víkingur Gøta | 17     |
| Eiler Rasmussen              | AB Argir      | 17     |
| Petur Reinert                | Víkingur Gøta | 16     |
| Lars Müller                  | Royn Hvalba   | 15     |
| Ransin Napoleon Djurhuus     | HB Tórshavn   | 14     |
| Rúni Gaardbo                 | B68 Toftir    | 12     |
| Sivert Amland                | –             | 01     |
| Nermin Cisic                 | –             | 01     |
| Bjarki Danielsen             | NSÍ Runavík   | 01     |
| Jóhan Hendrik Ellefsen       | MB Miðvágur   | 01     |
| Jóhann Ingi Jónsson          | –             | 01     |
| Atte Jussila                 | –             | 01     |
| Sigurður Óli Þórleifsson     | –             | 01     |

## Die Meistermannschaft
In Klammern sind die Anzahl der Einsätze sowie die dabei erzielten Tore genannt.
| 1. | Víkingur Gøta |
|    | Sorin Anghel (20/1) \| Fróði Benjaminsen (21/4) \| Filip Djordjevic (26/3) \| Hans Jørgen Djurhuus (22/0) \| Atli Gregersen (26/1) \| Gert Hansen (23/6) \| Heðin Hansen (5/1) \| Erling Jacobsen (24/1) \| Hanus Jacobsen (27/5) \| Magnus Jarnskor (2/0) \| Adeshina Lawal (26/17) \| Elias Lervig (4/0) \| Hans Jákup Lervig (7/0) \| Andreas Lava Olsen (14/2) \| Jákup Olsen (8/0) \| Petur Petersen (1/0) \| Ási Rasmussen (3/0) \| Elias Rasmussen (27/0) \| Hans Pauli Samuelsen (21/2) \| Fannhard Skoradal (3/0) \| Arnbjørn Svensson (2/0) \| Tonni Thomsen (1/0) \| Gunnar Vatnhamar (16/0) \| Sølvi Vatnhamar (26/11) \| ohne Einsatz: Bárður á Reynatrøð \| Rógvi Ryggshamar - Trainer: Sámal Erik Hentze |

## Nationaler Pokal
Im Landespokal gewann NSÍ Runavík mit 1:0 gegen B36 Tórshavn. Meister Víkingur Gøta schied im Viertelfinale mit 0:1 gegen B36 Tórshavn aus.

## Europapokal
2017/18 spielte Víkingur Gøta als Meister des Vorjahres in der 1. Qualifikationsrunde zur Champions League gegen KF Trepça’89 (Kosovo) und konnte sich mit 2:1 und 4:1 durchsetzen. In der 2. Qualifikationsrunde schieden sie nach einem 1:1 im Auswärtsspiel und einem 0:2 zu Hause gegen FH Hafnarfjörður (Island) aus.
KÍ Klaksvík spielte als Pokalsieger des Vorjahres in der 1. Qualifikationsrunde zur UEFA Europa League gegen AIK Solna (Schweden). Nach einem 0:0 im Heimspiel wurde das Rückspiel mit 0:5 verloren.
NSÍ Runavík spielte ebenfalls in der 1. Qualifikationsrunde zur UEFA Europa League gegen FK Dinamo Minsk (Weißrussland), die sich mit 2:1 und 2:0 durchsetzen konnten.
B36 Tórshavn spielte in der 1. Qualifikationsrunde zur UEFA Europa League und verlor beide Spiele gegen FC Nõmme Kalju (Estland) mit 1:2.